# Pseudeuchromia ampliflava
Pseudeuchromia ampliflava là một loài bướm đêm trong họ Geometridae.